# Yasin Haji
Yasin Haji (20 gennaio 2002) è un mezzofondista etiope.

## Palmarès
| Anno | Manifestazione     | Sede        | Evento         | Risultato | Prestazione | Note                          |
| ---- | ------------------ | ----------- | -------------- | --------- | ----------- | ----------------------------- |
| 2014 | Mondiali U20       | Eugene      | 5000 m piani   | Argento   | 13'26"21    | Miglior prestazione personale |
| 2015 | Mondiali di cross  | Guiyang     | Corsa U20      | Oro       | 25'42"      |                               |
| 2015 | Mondiali di cross  | Guiyang     | A squadre      | Argento   | 33 p.       |                               |
| 2015 | Giochi Panafricani | Brazzaville | 5000 m piani   | 7º        | 13'26"61    |                               |
| 2019 | Giochi Panafricani | Rabat       | Mezza maratona | 6º        | 1h03'36"    |                               |

## Campionati nazionali
2019
- 5º ai campionati etiopi, 5000 m piani - 13'50"5

2021
- Argento ai campionati etiopi, 5000 m piani - 13'36"0

2022
- 7º ai campionati etiopi, 5000 m piani - 13'46"8

## Altre competizioni internazionali
2014
- 8º al Meeting international Mohammed VI d'athlétisme de Rabat ( Rabat), 5000 m piani - 13'32"20

2015
- 13º al Memorial Van Damme ( Bruxelles), 5000 m piani - 13'10"67
- 4º all'Athletissima ( Losanna), 5000 m piani - 13'18"18
- 7º all'Herculis ( Monaco), 3000 m piani - 7'41"74
- 16º al Doha Diamond League ( Doha), 3000 m piani - 7'59"42

2016
- 12º allo Shanghai Golden Grand Prix ( Shanghai), 5000 m piani - 13'19"50

2017
- Bronzo al Giro al Sas ( Trento) - 29'13"

2018
- 5º al Giro Media Blenio ( Dongio) - 28'40"

2021
- Argento al Giro al Sas ( Trento) - 28'15"

2022
- 5º alla World 10K Bangalore ( Bangalore) - 28'03"
- 4º alla 10 km de Port-Gentil ( Port-Gentil) - 28'31"